# Zanthoxylum lenticulare
Zanthoxylum lenticulare är en vinruteväxtart som beskrevs av C. Reynel. Zanthoxylum lenticulare ingår i släktet Zanthoxylum och familjen vinruteväxter. Inga underarter finns listade i Catalogue of Life.